# ZiU-5
ZiU-5 (ЗиУ-5) – trolejbus produkowany w ZSRR. Skrót ZiU pochodzi od nazwy fabryki Zawod imieni Urickogo (Завод имени Урицкого, ЗиУ, której patronem był rewolucjonista Moisiej Uricki). Ten miejski trolejbus produkowany był masowo w latach 1959–1972. W sumie wyprodukowano ponad 14,5 tysięcy egzemplarzy ZiU-5. Dzięki temu ZiU-5 stał się swego czasu najbardziej popularnym modelem trolejbusu w ZSRR. Ostatnie pojazdy zakończyły służbę w połowie lat 80. XX wieku. Nieliczne pojazdy zachowano dla celów muzealnych.

## Rozwój
Przez pierwsze lata po II wojnie światowej trwała ekspansja trakcji trolejbusowej w Związku Radzieckim. Trolejbus uznano za środek transportu bardziej nowatorski od kosztownych tramwajów. Trzon parku trolejbusowego ZSRR stanowiły wówczas wozy typu MTB-82. Były one jednak zbyt małe, a komfort jazdy pozostawiał wiele do życzenia. Po wyprodukowaniu krótkich serii i eksperymentalnych trolejbusów TBU-1, ZiU opracowało całkowicie nowy model, w którym wyeliminowano wady z trolejbusu MTB-82. Był to pierwszy wariant pojazdu ZiU-5. W 1959 w Moskwie testowano ponad 200 jego egzemplarzy. Prowadzone próby ujawniły wady nowego produktu. Inżynierowie z ZiU, wykorzystując doświadczenie z testów, poprawili konstrukcję i w roku 1960 ulepszony model wszedł do masowej produkcji. W roku 1971 powstał następca ZiU-5, model ZiU-9. Był on większy, tańszy w budowie i bardziej pojemny od ZiU-5, którego produkcję zakończono w 1972.

## Wersje
- ZiU-5 z roku 1959 z pneumatycznym mechanizmem drzwi, dzieloną przednią szybą i trzema tylnymi szybami.
- ZiU-5 z roku 1960 z elektrycznym mechanizmem drzwi, wzmocnionym nadwoziem, pojedynczą przednią i tylną szybą.
- ZiU-5G – drobne ulepszenia, dodanie okienka na numer linii z tyłu.
- ZiU-5D – usunięto okienko na nr linii, tylny most produkcji węgierskiej zamiast radzieckiego.

## Szczegóły techniczne
ZiU-5 jest miejskim trolejbusem wysokopodłogowym. Aluminiowe nadwozie na stalowej ramie ma dwie pary drzwi (na początku i na końcu). Drzwi otwierane są elektrycznie przez kierowcę. Pojazd napędzany jest silnikiem elektrycznym DK-207A o mocy 95 kW (129 KM).
ZiU-5 ma 35 miejsc siedzących i łączną pojemność 90 pasażerów. Prędkość maksymalna wynosi 68 km/h.

## Galeria

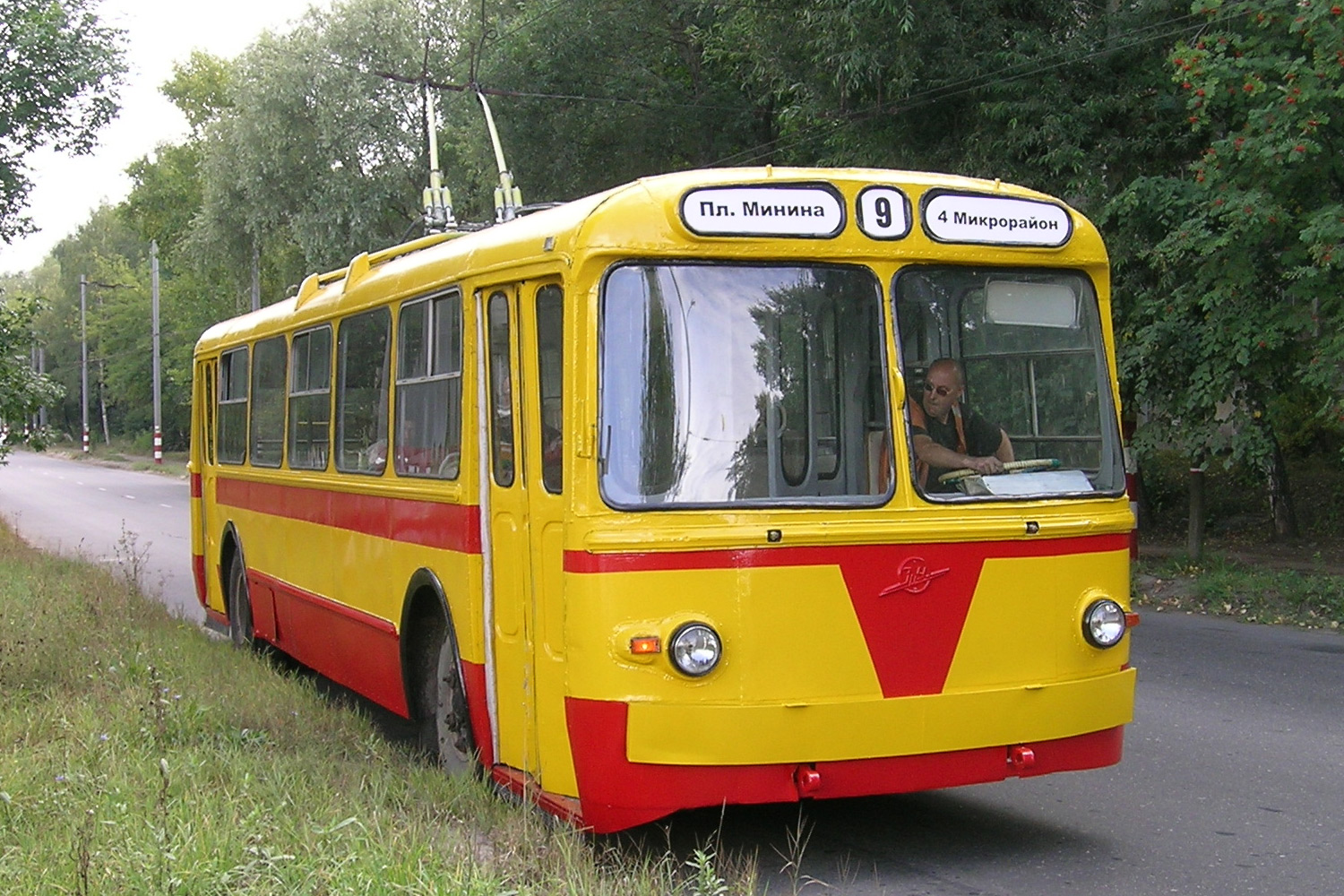
Muzealny ZiU-5 w Niżnym Nowogrodzie
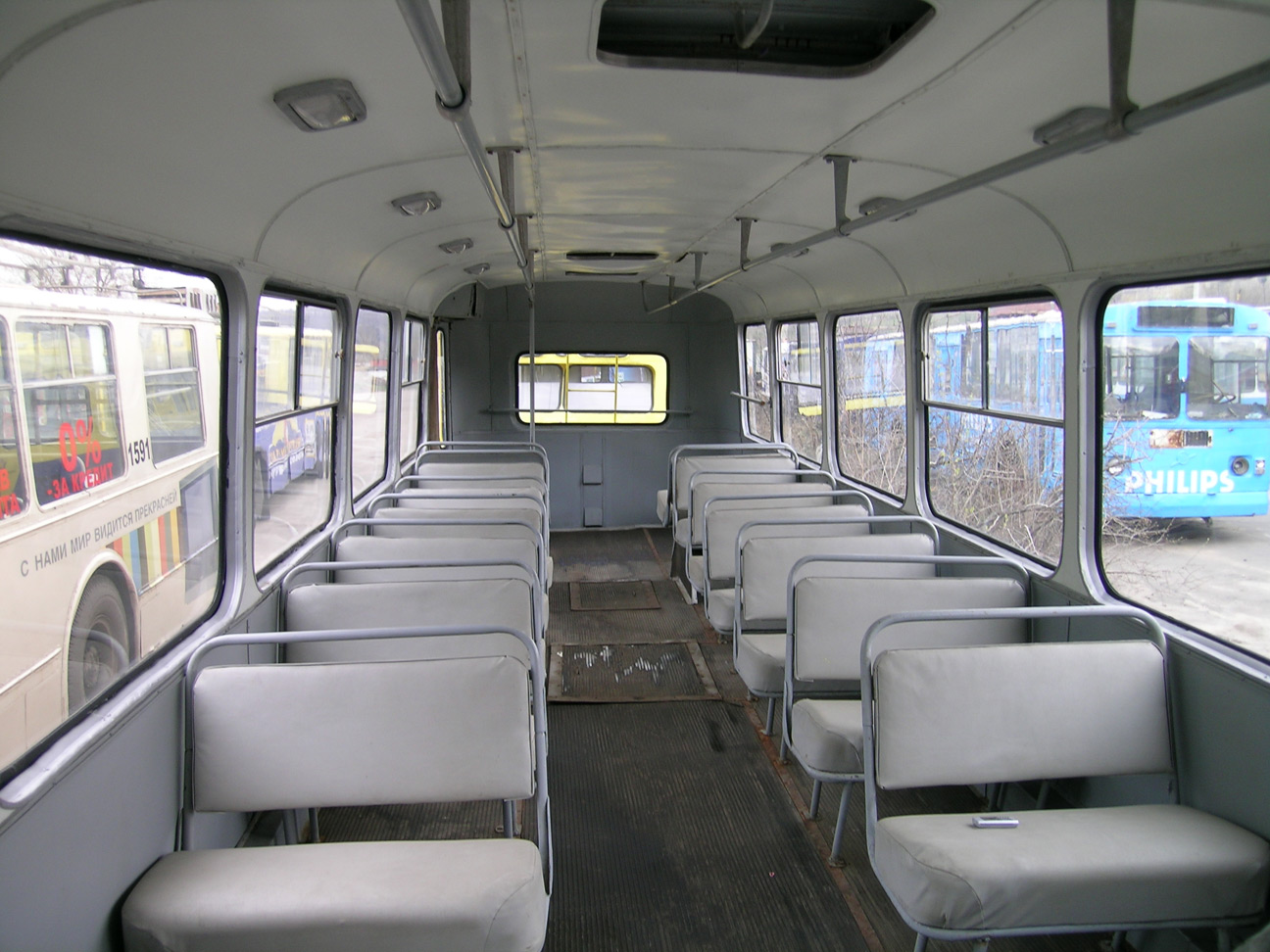
Widok na wnętrze trolejbusu
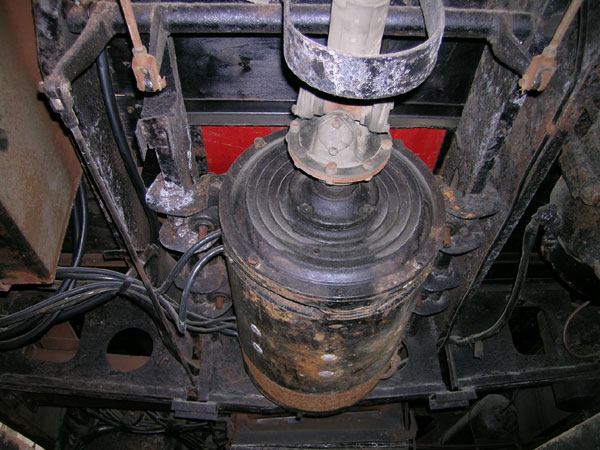
Silnik trolejbusu
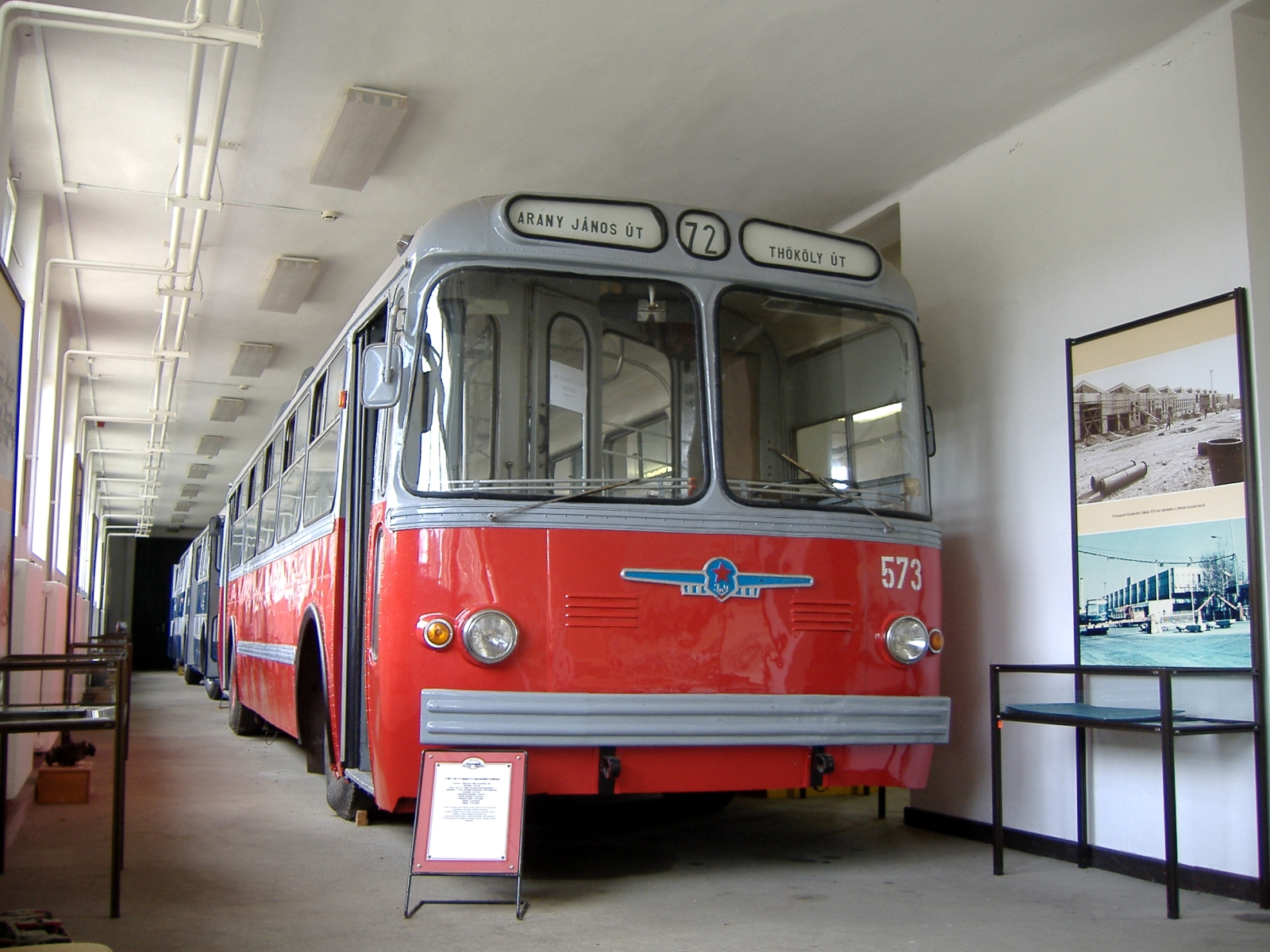
Budapesztański ZiU-5
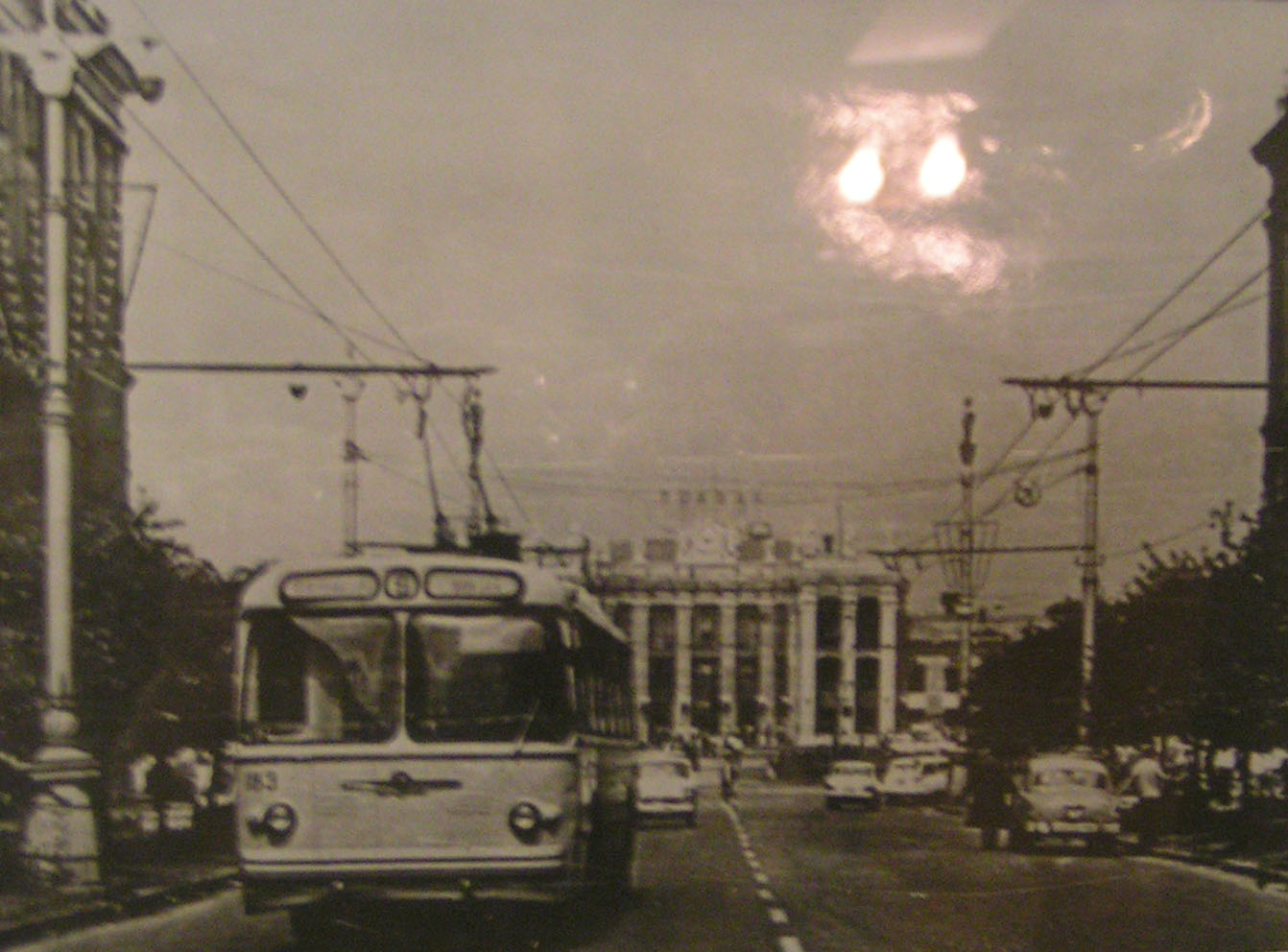
ZiU-5 w Woroneżu w latach 70. XX wieku